# Leptoneta naejangsanensis
Espèce
Leptoneta naejangsanensis est une espèce d'araignées aranéomorphes de la famille des Leptonetidae.

## Distribution
Cette espèce est endémique de Corée du Sud. Elle se rencontre sur le Naejangsan.

## Description
Le mâle holotype mesure 1,96 mm

## Étymologie
Son nom d'espèce, composé de naejangsan et du suffixe latin -ensis, « qui vit dans, qui habite », lui a été donné en référence au lieu de sa découverte, le Naejangsan.

## Publication originale
- Kim, Yoo & Lee, 2016 : Two new species of the genus Leptoneta Simon, 1872 (Araneae: Leptonetidae) from Korea. Journal of Species Research, vol. 5, no 3, p. 596-600.